# Rotació de la Terra

Animació mostrant la rotació de la Terra.

La rotació de la Terra és un dels moviments de la Terra que consisteix en la rotació al voltant del seu propi eix. La Terra gira cap a l'est. Vist des de l'Estrella Polar, la Terra gira en sentit antihorari. Una volta sencera, amb relació a les estrelles fixes dura 23 hores, 56 minuts i 4 segons.
Al llarg de milions d'anys, la rotació s'ha alentit significativament per interaccions gravitacionals amb la Lluna; vegeu acceleració de marea. Tanmateix, alguns esdeveniments a gran escala, com el tsunami de l'oceà Índic del 2004 han accelerat la rotació uns 3 microsegons. L'ajustament postglacial, en marxa des de l'última edat de gel, està canviant la distribució de la massa de la Terra i, per tant, modificant el moment d'inèrcia i, a causa de la llei de conservació del moment angular, també el període de rotació.